# Ekaterina Ankinóvich
Ekaterina Aleksándrovna Ankinóvich (en ruso Екатерина Александровна Анкинович) (Chuvasia, Unión Soviética, 24 de noviembre de 1911-Almaty, Kazajistán, 10 de julio de 1991) fue una geóloga y mineralogista soviética. Descubrió 12 especies de minerales y, entre otros galardones, ganó el Premio Lenin y el Premio Stalin.
Se graduó en 1937 del Instituto Minero de Leningrado, más tarde conocido como Universidad Minera de San Petersburgo, y en 1964 se doctoró en Ciencias en la especialidad de Geología y Mineralogía. Trabajó en el Servicio Geológico de Kazajistán, y se convirtió en profesora en 1967, llegando a ser la jefa del departamento de "Cristalografía, mineralogía y petrografía".
En 2002 una nueva especie mineral, la ankinovichita, fue nombrada en su honor y de su marido, el profesor Stepan Guerassimóvich Ankinóvich, por su labor en depósitos de vanadio asiáticos.

## Premios
- Premio Stalin, tercer grado (Premio Estatal de la URSS) en 1948 por "Investigación geológica y desarrollo del yacimiento de polimetales de Nikoláyevsk".[2]
- Medalla por el Trabajo Valiente en la Gran Guerra Patria 1941-1945.
- Científico honorífico de la RSS de Kazajistán (1974).[1]
- Medalla descubridora de depósitos de la URSS.
- Premio Lenin.[5]